# Любовь к трём цукербринам
«Любовь к трём цукербри́нам» — двенадцатый роман Виктора Пелевина, вышедший в издательстве «Эксмо» и поступивший в продажу 9 сентября 2014 года. Первый тираж — 70 000 экземпляров. Одновременно с бумажной версией вышла и аудиоверсия (озвучивание — Сергей Чонишвили, издатель — Издательский дом «Союз»).

## Название
В названии романа очевидна аллюзия на фьябу «Любовь к трём апельсинам» — сказочную пьесу, написанную Карло Гоцци  в 1760 году. Сам термин «цукербрин» образован как синтез имён двух гигантов современной web-индустрии — Сергея Брина и Марка Цукерберга.

## Сюжет
В пресс-релизе сообщается, что новая книга Пелевина — это «динамичная элегия нашего дня, пропитанная горечью разочарований и парадоксальностью выводов». Среди «трендов», затронутых в ней, — Facebook, Google, Украина, толерантность, культ потребления, интернет-зависимость, информационное рабство и терроризм. Действие романа происходит в настоящем и в отдалённом будущем. Будущее антиутопично и большую часть времени посвящено пребыванию главного героя в виртуальной реальности.
Основным героем романа является «технический спасатель мира». В романе он называется Киклоп. Конечно, он не первый и не последний такой представитель, обитающий на земле. За всю историю нашего существования они ходили среди нас и наблюдали за происходящим. И для таких как Киклоп существовали жёсткие правила, в рамках которых они должны были действовать. Правила не могли поменяться, несмотря на их странное трактование. Даже если им было что-то неугодно (исходя из личного восприятия добра и зла), Киклопы не могли воспользоваться силой только исходя из собственных побуждений.

## Интересные факты
Философские размышления героев проходят на фоне популярной мобильной игры Angry Birds.
В сюжете книги упомянуты Майдан в столице Украины, Крымский полуостров и найденный после побега Януковича золотой батон.
В июне 2022 года в Театре имени Наталии Сац состоялась премьера мультимедийной оперы «Любовь к трем цукербринам» по мотивам романа. Автор идеи и режиссер постановки — Георгий Исаакян, композитор — Константин Комольцев.
В начале романа упоминается о возможности американских спецслужб дистанционно взрывать батареи смартфонов, с целью ликвидации пользователя. В канве событий 2024 года сей факт превратился из слухов серии теории заговоров в ужасающую реальность.